# Tånneryd
Tånneryd är en by i Markaryds kommun och ligger intill det uppdämda vattenmagasinet till Lagan, den så kallade Tånnerydsdammen. I Tånneryd finns Eriksgården..